# Fräsnegöl
Fräsnegöl är en sjö i Oskarshamns kommun i Småland och ingår i Viråns huvudavrinningsområde.